# Antonino Raspanti
Antonino Raspanti (Alcamo, 20 giugno 1959) è un vescovo cattolico italiano, dal 26 luglio 2011 vescovo di Acireale e dall'8 marzo 2022 presidente della Conferenza episcopale siciliana.

## Biografia
Nasce ad Alcamo, in provincia e diocesi di Trapani, il 20 giugno 1959 in una famiglia di cattolici praticanti.

### Formazione e ministero sacerdotale
Frequenta gli studi presso il liceo classico della propria città, diplomandosi nel 1977; entra quindi nel seminario di Trapani.
Il 6 marzo 1982 è ordinato diacono, mentre il 7 settembre seguente presbitero per l'imposizione delle mani del vescovo di Trapani Emanuele Romano.
Nello stesso anno consegue il baccellierato in Teologia presso la Pontificia facoltà teologica di Sicilia "San Giovanni Evangelista", mentre nel 1990, presso la Pontificia Università Gregoriana di Roma, completa gli studi accademici con il dottorato in Teologia.
Dopo l'ordinazione diventa vicario parrocchiale della cattedrale di Trapani, fino al 1986, vice assistente diocesano del settore giovani dell'Azione Cattolica, fino al 1988, docente di Teologia Dogmatica presso l'ISRS "Alberto degli Abati" a Trapani, fino al 1993, e assistente di Teologia Dogmatica e Storia della Spiritualità presso la Pontificia Facoltà Teologica di Sicilia "San Giovanni Evangelista", fino al 1998.
Nel 1986 è nominato parroco della parrocchia "Maria Santissima delle Grazie" di Scopello e mantiene l'incarico fino al 1991, quando viene trasferito come parroco della parrocchia di "San Giuseppe" di Dattilo (frazione di Paceco). Dal 1995 al 2000 è assistente delle Missionarie della regalità di Cristo e arciprete di Erice, reggendo come parroco la chiesa madre dal 1995 al 2001.
Nel 1998 è nominato direttore spirituale presso il seminario diocesano di Trapani, e docente stabile di Storia della Spiritualità presso la Facoltà Teologica di Sicilia; mantiene questi due incarichi rispettivamente fino al 2001 e al 2011. Dal 1999 al 2009 è membro del consiglio presbiterale e del collegio dei consultori della diocesi di Trapani. Presso la Facoltà teologica di Sicilia è vice preside, dal 1999 al 2002, e poi preside, dal 2002 al 2009. Dal 2005 al 2011 è socio della Pontificia accademia di teologia, mentre dal 2008 al 2011 ricopre l'incarico di membro del Comitato per gli Studi di Teologia e Scienze religiose della Conferenza Episcopale Italiana.
Nel 2003 crea un'associazione religiosa intitolata "Confraternita Beata Vergine Maria del Monte Carmelo", formata da sacerdoti e laici dediti ad una vita di preghiera personale e di lettura spirituale.
Nel corso dei ventisette anni di insegnamento svolto presso la Facoltà teologica di Palermo, si dedica alla teologia dogmatica e poi alla spiritualità, pubblicando quindi i risultati della ricerca in articoli, volumi e recensioni; fra questi figura il volume del 2009 presso Glossa Editrice: la traduzione con introduzione e note de "La pratica facile per elevare l'anima a Dio" del mistico francese seicentesco Francois Malaval. Come esperto nella Congregazione per l'educazione cattolica, collabora alla stesura de "La cultura della qualità. Guida per le Facoltà ecclesiastiche", pubblicata dalla Libreria editrice vaticana.
Il 21 novembre 2005 papa Benedetto XVI gli conferisce il titolo onorifico di cappellano di Sua Santità.

### Ministero episcopale
Il 26 luglio 2011 papa Benedetto XVI lo nomina vescovo di Acireale; succede all'arcivescovo Pio Vittorio Vigo, dimessosi per raggiunti limiti d'età. Il 1º ottobre seguente riceve l'ordinazione episcopale, nella cattedrale di Acireale, per l'imposizione delle mani del cardinale Paolo Romeo, arcivescovo metropolita di Palermo, co-consacranti l'arcivescovo Pio Vittorio Vigo, suo predecessore, e il vescovo di Trapani Francesco Miccichè. Durante la stessa celebrazione prende possesso della diocesi.
Presso la Conferenza episcopale siciliana è vescovo delegato per l'ecumenismo e il dialogo interreligioso ed è vicepresidente del Comitato preparatorio del V Convegno ecclesiale della Chiesa italiana, svoltosi a Firenze nel 2015.
Dal 24 settembre 2015 al 4 aprile 2016 ricopre anche l'ufficio di amministratore apostolico dell'arcidiocesi di Messina-Lipari-Santa Lucia del Mela.
Degni di nota sono lo stimolo da lui dato, quale vescovo di Acireale, allo scopo di realizzare delle piccole imprese in campo agricolo e turistico, nonché l'impegno sociale in aiuto delle fasce deboli, ma anche come creazione di possibilità di occupazione per chiunque.
In qualità di presidente pro-tempore della fondazione "Città del Fanciullo" e assieme a don Roberto Fucile, direttore dell'Ufficio diocesano per la pastorale del turismo, pellegrinaggi e sport, cura anche la realizzazione del progetto dell'Ecomuseo del cielo e della terra, nel quale sono coinvolti la diocesi di Acireale, il comune di Randazzo, il gruppo di azione locale "Terre dell'Etna e dell'Alcantara", l'ente parco fluviale dell'Alcantara, l'associazione culturale "Cento Campanili" e la fondazione "Regina Margherita".

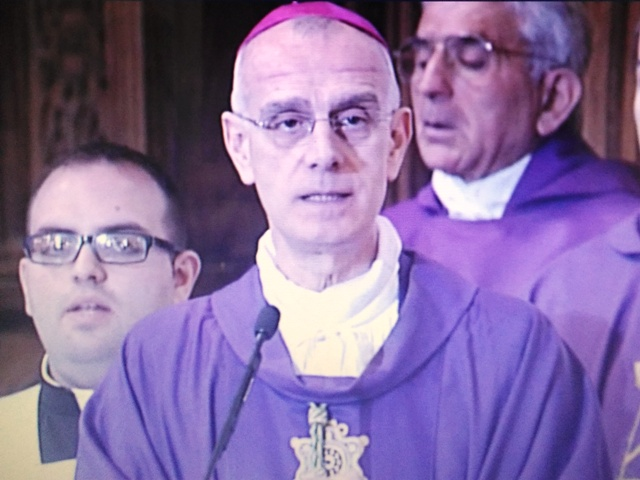
Mons. Raspanti nella basilica San Filippo d'Agira ad Aci San Filippo, il 18 marzo 2018

Il 24 maggio 2017 è eletto vicepresidente per l'Italia meridionale della Conferenza Episcopale Italiana, succedendo ad Angelo Spinillo, vescovo di Aversa. Conclude il mandato il 25 maggio 2022, quando l'assemblea della Conferenza Episcopale Italiana elegge come suo successore Francesco Savino, vescovo di Cassano all'Jonio. L'8 marzo 2022 è eletto presidente della Conferenza episcopale siciliana.
È membro del Pontificio consiglio della cultura, dall'11 novembre 2019.
Il 24 maggio 2022 l'assemblea generale dei vescovi italiani ha votato una terna di nomi da indicare a papa Francesco come presidente della CEI; oltre a lui sono stati votati i cardinali Augusto Paolo Lojudice e Matteo Maria Zuppi; quest'ultimo poi è stato scelto dal Papa.

## Genealogia episcopale
La genealogia episcopale è:
- Cardinale Scipione Rebiba
- Cardinale Giulio Antonio Santori
- Cardinale Girolamo Bernerio, O.P.
- Arcivescovo Galeazzo Sanvitale
- Cardinale Ludovico Ludovisi
- Cardinale Luigi Caetani
- Cardinale Ulderico Carpegna
- Cardinale Paluzzo Paluzzi Altieri degli Albertoni
- Papa Benedetto XIII
- Papa Benedetto XIV
- Papa Clemente XIII
- Cardinale Enrico Benedetto Stuart
- Papa Leone XII
- Cardinale Chiarissimo Falconieri Mellini
- Cardinale Camillo Di Pietro
- Cardinale Mieczysław Halka Ledóchowski
- Cardinale Jan Maurycy Paweł Puzyna de Kosielsko
- Arcivescovo Józef Bilczewski
- Arcivescovo Bolesław Twardowski
- Arcivescovo Eugeniusz Baziak
- Papa Giovanni Paolo II
- Cardinale Paolo Romeo
- Vescovo Antonino Raspanti

## Opere
Mons. Raspanti ha firmato e curato più di 50 pubblicazioni su argomenti teologici, filosofici e letterari, fra cui degli studi su Pico della Mirandola, Teresa di Lisieux, Pina Suriano, Giacomo Cusmano, Cataldo Naro e Gesualdo Bufalino.

## Araldica
Lo stemma presenta uno scudo troncato – semipartito.
Nel primo si allude alla tensione ideale del vescovo che vede l'intera realtà creaturale sussistere nella Trinità divina, rappresentata dai tre anelli d'oro, male ordinati e intrecciati. Questi sono accompagnati nel cantone destro da una stella anch'essa d'oro, che raffigura Maria, vergine prima, durante e dopo il parto, figura e modello della Chiesa e dell'umanità intera, già redenta e trasfigurata.
Nel secondo si riflette la provenienza e l'esperienza ecclesiale passata del vescovo, in gran parte effettuata nella Facoltà Teologica di Sicilia "San Giovanni Evangelista" in Palermo, raffigurata tradizionalmente nell'aquila che tiene il libro con gli artigli, e qui presente nell'aquila dal volo abbassato, posata sul libro chiuso posto in fascia, anch'essi d'oro. Per altro, l'aquila ricorda anche lo stemma della città di Alcamo, da cui il vescovo proviene.
Nel terzo si apre alla nuova missione del vescovo nella Città e nella Diocesi di Acireale, raffigurati nel cielo in cui si innalzano tre scogli emergenti in sbarra dal mare calmo e di altezza digradante da destra, similmente a quanto si vede nello stemma della Città capodiocesi. Questo è raffigurato al naturale ed accompagnato in capo da tre api d'oro ordinate in fascia, preziose per la loro laboriosità e il dolcissimo frutto del loro lavoro.
Lo scudo è accompagnato in punta da una lista svolazzante al naturale, foderata di rosso, caricata dal motto HUMILITAS AC DULCEDO in lettere latine maiuscole, che ricordano l'infaticabile servizio episcopale di Francesco di Sales, da lui stesso così riassunto pochi giorni prima della sua dipartita, dacché egli si studiò di tenersi in umiltà davanti a Dio e di usare dolcezza verso il popolo a lui affidato. Lo scudo, accollato ad una croce astile "tribolata" d'oro, è timbrato da un galero di colore verde, dal quale pendono 12 fiocchi, (6 per lato), dello stesso colore, disposti 1,2,3, ornamenti che indicano la dignità episcopale.